# Daniel Sliper
Mats Daniel Sliper, född Jönsson den 23 april 1987 i Svalöv, är en svensk före detta fotbollsspelare. 

## Karriär
Slipers moderklubb är Svalövs BK, där han spelade A-lagsfotboll som 15-åring. I december 2002 gick Sliper till Malmö FF. Han var utlånad till Falkenbergs FF 2006, Bunkeflo IF 2007 och till LB07 2008. Sliper spelade för Malmö FF till och med 2009
I september 2014 förlängde han sitt kontrakt med GIF Sundsvall över säsongen 2015. Han spelade totalt sju säsonger och 159 seriematcher för GIF Sundsvall, där han blev en väldigt omtyckt profil.
Inför säsongen 2016 skrev han ett tvåårskontrakt med Assyriska FF.
I december 2016 anslöt han till Örgryte IS. Han skrev på för två år. I januari 2019 värvades Sliper av IK Frej, där han skrev på ett halvårskontrakt med option på ytterligare 1,5 år. Frej utnyttjade inte optionen och Sliper lämnade klubben i juli 2019.